# Aleksandrów Kujawski
Aleksandrów Kujawskiⓘ este un oraș în voievodatul Cuiavia și Pomerania, Polonia.